# 視点・論点
『視点・論点』（してん ろんてん）は、1991年10月7日から放送されている日本放送協会（NHK）のニュース解説番組である。NHKとしてはオピニオン番組として位置づけている。

## 概要

### 前史
この原点は、1978年4月3日から1991年3月29日までNHK教育（現・Eテレ）で放送された『テレビコラム』であり、これを活かした番組としてリニューアル。各界の著名人・文化人が日替わりで出演し、現代社会の諸問題、世界情勢などに鋭いメスを入れた解説を行う。
伝統的に放送を続けている解説委員によるニュース解説番組として、1991年4月1日から10月4日まで『NHKニュース解説』としてNHK総合で半年間放送。この段階から解説委員だけではなく、先述した著名人・文化人も解説に参加した。1991年10月7日からタイトル名を『視点・論点』に変更。1994年4月4日から深夜のニュース解説番組は『NHKニュース11』に引き継がれた。
その後も『視点・論点』は継続し、引き続き解説委員室が制作に携わる。NHK教育に移行し再放送をNHK総合で行う形となった。

## 番組のスタイル
オープニングCGのあと、論者が語り始める。2回の放送時間帯が異なるために、挨拶は会釈のみ行う論者が多い。持ち時間はおおむね9分強で、時間超過や極端に時間を余らしてしまった場合を除いては、エンディングテーマで時間調整される。
本編が出演者の語りのみで構成することが多いが、図表や映像も使用し、テレビの特徴を活かすさまざまな表現方法に対応している。また、違う論者が同じテーマで論じるシリーズ展開が行われる。この場合は、論題と別に「シリーズ（テーマ名）」というサブタイトルがつく。
2007年度にオープニング・エンディング・テーマ音楽を一新。それまでの青ベースから、白黒映像に変わった。また、それまで本編中に紹介されていたトークテーマについては、オープニングで論者とともに紹介する形式となった。
2009年度からNHKオンデマンドでの見逃し配信を開始。
また、2010年度にもオープニング・エンディング・テーマ音楽を一新。また、これまでエンドカード明けに出していた次回の出演者の表示が、『視点・論点 終 | 制作・著作 NHK』の表示と同時に出るようになった（2021年度から「終」表記を廃止）。
2017年4月3日から字幕放送を開始。
2020年3月からはNHKプラスでの配信を開始した。一方で、改正・新型インフルエンザ等対策特別措置法に基づく新型コロナウイルス緊急事態宣言の発令を受け、4月22日からは論者がスタジオに赴いての従来形式の収録を取りやめ、各論者の活動拠点等からのリモート収録に変更した。
緊急事態宣言は5月25日に全国で解除されたが、しばらくはこの形式での収録が続けられていた。なお9月以降、一部の論者（主に関東圏を拠点とする論者）に限定して従来のスタジオ収録を順次再開しているが、地方在住者の出演時などリモート収録となることもある。
内容は、後日、NHK解説委員室ブログに全文が1年間掲載される。

## 放送時間
出典

### 本放送
| 期 間                         | チャンネル | 曜日    | 放 送 時 間   | 備 考                   |
| ----------------------------- | ---------- | ------- | ------------- | ----------------------- |
| 1991年10月7日 - 1992年3月31日 | NHK総合    | 月 - 土 | 22:45 - 23:00 | 土曜日は、23:00 - 23:15 |
| 1992年4月6日 - 1993年4月2日   | NHK総合    | 月 - 金 | 22:45 - 22:55 |                         |
| 1993年4月5日 - 1994年4月1日   | NHK総合    | 月 - 金 | 23:10 - 23:20 |                         |
| 1994年4月4日 - 1995年3月31日  | NHK教育    | 月 - 金 | 22:00 - 22:10 |                         |
| 1995年4月3日 - 1997年4月4日   | NHK教育    | 月 - 金 | 22:30 - 22:40 |                         |
| 1997年4月7日 - 1999年4月2日   | NHK教育    | 月 - 金 | 21:50 - 22:00 |                         |
| 1999年4月5日 - 2003年3月28日  | NHK教育    | 月 - 金 | 22:45 - 22:55 |                         |
| 2003年3月31日 - 2007年3月30日 | NHK教育    | 月 - 金 | 22:50 - 23:00 |                         |
| 2007年4月2日 - 2010年3月26日  | NHK教育    | 月 - 金 | 22:50 - 23:00 |                         |
| 2010年3月29日 - 2011年3月25日 | NHK教育    | 月 - 金 | 22:50 - 23:00 | 金曜日は、21:50 - 22:00 |
| 2011年3月28日 - 2018年3月29日 | NHK総合    | 月 - 金 | 4:20 - 4:30   |                         |
| 2018年4月2日 - 2022年3月16日  | NHK Eテレ  | 月 - 水 | 13:50 - 14:00 |                         |
| 2022年4月4日 - （ 現 在 ）    | NHK Eテレ  | 月 - 水 | 12:50 - 13:00 |                         |

### 再放送
- NHK総合：火曜日 - 木曜日 4時5分 - 4時15分（2024年4月2日から）
  - NHK総合における再放送は、長らく夕方に行われていた[注 1]。1994年度から1997年度までは17時5分 - 17時15分、1998年度から2003年度上半期までは16時5分 - 16時15分。2003年度下半期からは、火曜日の未明（月曜日の深夜）から土曜日の未明（金曜日の深夜）に放送[注 2]。

## シリーズ放送
- 2008年
  - 気候変動
  - 自殺3万人
- 2009年
  - 雇用
  - 「和」の継承 セーラ・マリ・カミングス 、ジェロなど、日本の伝統を継承する外国人5人が論じた。
- 2010年
  - 日本の美
- 2011年
  - 国民皆保険50年
  - 大陸中国故に